# Ángelo Araos
Ángelo Giovani Araos Llanos (Antofagasta, Chile, 6 de enero de 1997) es un futbolista profesional chileno que se desempeña como volante y milita en el AC Goianiense de la Serie B del fútbol brasileño. Ha sido internacional con la selección de fútbol de Chile.

## Trayectoria

### Deportes Antofagasta
Debutó en el profesionalismo con la camiseta de Deportes Antofagasta el 17 de octubre de 2015, en un encuentro válido por la fecha 9 del Torneo Apertura de aquel año disputado ante Universidad Católica, ingresando a los 83' en reemplazo de Ronald González.
En el torneo Clausura 2016 jugó 11 encuentros, mientras que en el Apertura 2016 jugó 14 partidos y anotó 2 goles. Su consolidación en el conjunto puma se produjo en el torneo deTransición 2017, certamen en el cual disputó todos los partidos y fue pieza clave del equipo dirigido por Nicolás Larcamón.

### Universidad de Chile
Sus actuaciones en el conjunto antofagastino despertaron el interés de Universidad de Chile por contar con sus servicios. Finalmente, el 5 de enero de 2018 fue oficializado como nueva incorporación del club universitario, el que pagó 800.000 dólares por la mitad de su pase.
El 13 de marzo de 2018 debutó en la Copa Conmebol Libertadores, siendo titular en el primer partido de los azules en el certamen, válido por el Grupo 5 contra Vasco da Gama, donde anotó el único tanto del partido a los 77' de juego tras centro de Jean Beausejour, para ser reemplazado tres minutos más tarde por Rafael Caroca.

### Fútbol brasileño
El 31 de julio de 2018 es cedido al Corinthians brasileño por un año, con una obligación de compra de US$ 4 millones luego de terminada la cesión.
El 2 de octubre de 2019 es cedido al Ponte Preta de la Série B por toda la temporada.

### Necaxa
Tras no ser tenido en cuenta por el Corinthians, en diciembre de 2021 es anunciado como nuevo jugador del Necaxa de la Liga MX. Tras una irregular campaña, en febrero de 2022 se anunció que no será tenido en cuenta para el Clausura 2023.

## Selección nacional

### Selecciones menores
| Competencia                 | Sede     | Resultado    | PJ | Goles | Asist. |
| --------------------------- | -------- | ------------ | -- | ----- | ------ |
| Sudamericano Sub-20 de 2017 | Ecuador  | Primera fase | 1  | 0     | 0      |
| Preolímpico Sub-23 de 2020  | Colombia | Primera fase | 3  | 1     | 1      |

### Selección adulta
Tras sus buenas actuaciones en la Universidad de Chile por la Primera División de Chile 2018 recibió su primera nominación en mayo de 2018 bajo la dirección técnica de Reinaldo Rueda para enfrentar tres amistoso en Europa frente a Rumanía, Serbia y Polonia  el 31 de mayo, 4 y 8 de junio respectivamente.
El 8 de junio debutó en la Selección adulta en el empate 2-2 frente a la Polonia de Robert Lewandowski en el INEA Stadion de Poznan con tan solo 21 años y 6 meses, ingresando al minuto 67' por Jimmy Martínez, sumando sus primeros minutos con "La Roja", además recibió amarilla al minuto 86' por bajar a un rival.

### Partidos internacionales
Actualizado hasta el 8 de junio de 2018.
| 1     | 8 de junio de 2018 | INEA Stadion, Poznań, Polonia | Polonia    | 2-2 | Chile |   | Amistoso |  |  |
| Total | Total              | Total                         | Presencias | 1   | Goles | 0 |          |  |  |

| Selección chilena | Selección chilena | Selección chilena |
| Año               | Partidos          | Goles             |
| ----------------- | ----------------- | ----------------- |
| 2018              | 1                 | 0                 |
| Total             | 1                 | 0                 |

## Estadísticas
| Club                         | Div.          | Temporada     | Liga  | Liga  | Liga   | Copas estatales | Copas estatales | Copas estatales | Copas nacionales | Copas nacionales | Copas nacionales | Torneos internacionales | Torneos internacionales | Torneos internacionales | Total | Total | Total  | Media goleadora |
| Club                         | Div.          | Temporada     | Part. | Goles | Asist. | Part.           | Goles           | Asist.          | Part.            | Goles            | Asist.           | Part.                   | Goles                   | Asist.                  | Part. | Goles | Asist. | Media goleadora |
| ---------------------------- | ------------- | ------------- | ----- | ----- | ------ | --------------- | --------------- | --------------- | ---------------- | ---------------- | ---------------- | ----------------------- | ----------------------- | ----------------------- | ----- | ----- | ------ | --------------- |
| Deportes Antofagasta · Chile | 1.ª           | 2015-16       | 6     | 0     | 0      | —               | —               | —               | —                | —                | —                | —                       | —                       | —                       | 6     | 0     | 0      | 0.00            |
| Deportes Antofagasta · Chile | 1.ª           | 2016-17       | 25    | 2     | 0      | —               | —               | —               | —                | —                | —                | —                       | —                       | —                       | 25    | 2     | 0      | 0.08            |
| Deportes Antofagasta · Chile | 1.ª           | 2017          | 15    | 0     | 0      | —               | —               | —               | 7                | 0                | 0                | —                       | —                       | —                       | 22    | 0     | 0      | 0.00            |
| Deportes Antofagasta · Chile | Total club    | Total club    | 46    | 2     | 0      | 0               | 0               | 0               | 7                | 0                | 0                | 0                       | 0                       | 0                       | 53    | 2     | 0      | 0.04            |
| Universidad de Chile · Chile | 1.ª           | 2018          | 14    | 1     | 0      | —               | —               | —               | 5                | 3                | 1                | 5                       | 1                       | 0                       | 24    | 5     | 1      | 0.21            |
| Universidad de Chile · Chile | Total club    | Total club    | 14    | 1     | 0      | 0               | 0               | 0               | 5                | 3                | 1                | 5                       | 1                       | 0                       | 24    | 5     | 1      | 0.21            |
| Corinthians · Brasil         | 1.ª           | 2018          | 15    | 0     | 1      | —               | —               | —               | 4                | 0                | 0                | —                       | —                       | —                       | 19    | 0     | 1      | 0.00            |
| Corinthians · Brasil         | 1.ª           | 2019          | —     | —     | —      | 2               | 0               | 0               | —                | —                | —                | —                       | —                       | —                       | 2     | 0     | 0      | 0.00            |
| Ponte Preta · Brasil         | 2.ª           | 2019          | 9     | 1     | 0      | —               | —               | —               | —                | —                | —                | —                       | —                       | —                       | 9     | 1     | 0      | 0.11            |
| Ponte Preta · Brasil         | Total club    | Total club    | 9     | 1     | 0      | 0               | 0               | 0               | 0                | 0                | 0                | 0                       | 0                       | 0                       | 9     | 1     | 0      | 0.11            |
| Corinthians · Brasil         | 1.ª           | 2020          | 15    | 1     | 4      | 6               | 0               | 0               | —                | —                | —                | —                       | —                       | —                       | 21    | 1     | 4      | 0.05            |
| Corinthians · Brasil         | 1.ª           | 2021          | 11    | 0     | 0      | 3               | 0               | 0               | 2                | 0                | 0                | 2                       | 0                       | 0                       | 18    | 0     | 0      | 0               |
| Corinthians · Brasil         | Total club    | Total club    | 41    | 1     | 5      | 11              | 0               | 0               | 6                | 0                | 0                | 2                       | 0                       | 0                       | 60    | 1     | 5      | 0.02            |
| Club Necaxa · México         | 1.ª           | 2022          | 13    | 1     | 1      | —               | —               | —               | —                | —                | —                | —                       | —                       | —                       | 13    | 1     | 1      | 0.08            |
| Club Necaxa · México         | 1.ª           | 2022-23       | 19    | 1     | 1      | —               | —               | —               | —                | —                | —                | —                       | —                       | —                       | 19    | 1     | 1      | 0.05            |
| Club Necaxa · México         | Total club    | Total club    | 32    | 2     | 2      | 0               | 0               | 0               | 0                | 0                | 0                | 0                       | 0                       | 0                       | 32    | 2     | 2      | 0.06            |
| Atlético Goianiense · Brasil | 2.ª           | 2023          | —     | —     | —      | 2               | 0               | 0               | 1                | 0                | 0                | —                       | —                       | —                       | 3     | 0     | 0      | 0               |
| Atlético Goianiense · Brasil | 1.ª           | 2024          | —     | —     | —      | 2               | 0               | 1               | —                | —                | —                | —                       | —                       | —                       | 2     | 0     | 1      | 0               |
| Atlético Goianiense · Brasil | Total club    | Total club    | 0     | 0     | 0      | 4               | 0               | 1               | 1                | 0                | 0                | 0                       | 0                       | 0                       | 5     | 0     | 1      | 0               |
| Total carrera                | Total carrera | Total carrera | 142   | 7     | 7      | 15              | 0               | 1               | 19               | 3                | 1                | 7                       | 1                       | 0                       | 183   | 11    | 9      | 0.06            |
| 1. 2. 3. 4.                  |               |               |       |       |        |                 |                 |                 |                  |                  |                  |                         |                         |                         |       |       |        |                 |

## Palmarés

### Torneos nacionales oficiales
| Título              | Club                | Sede   | Edición |
| ------------------- | ------------------- | ------ | ------- |
| Campeonato Paulista | Corinthians         | Brasil | 2019    |
| Campeonato Goiano   | Atlético Goianiense | Brasil | 2023    |
| Campeonato Goiano   | Atlético Goianiense | Brasil | 2024    |